# Полімербетон
Полімербетон — штучний каменеподібний композиційний матеріал, що складається з високомолекулярних смол, дрібного й великого заповнювача, тонкомолотого наповнювача й добавок. Сполучними в полімербетоні можуть бути: фуранові, поліефірні, епоксидні полімери. Одержують шляхом інтенсивного перемішування підігрітих заповнювачів, смол і добавок з наступним зануренням у форму, ущільненням і витримкою при температурі до 100 градусів. Заповнювачі вибирають залежно від умов експлуатації. Полімербетон — єдиний матеріал, що успішно працює в цехах хімічної, харчової, целюлозної промисловості, забезпечуючи корозійну стійкість несучих і самонесучих конструкцій. Від звичайного бетону полімербетон відрізняється не тільки хімічною стійкістю, але й високими показниками міцності: при стиску — 60-120 МПа, при розтяганні — 7-40 МПа, морозостійкість — 200—300 циклів, але його вартість у кілька разів вище цементних. Застосування полімербетону доцільно там, де його вартість буде виправданою.